# درب (فیلم)
درب فیلمی به کارگردانی و نویسندگی سید هادی محقق و تهیه‌کنندگی سید رضا محقق محصول سال ۱۴۰۰ است. این فیلم در استان کهگیلویه و بویراحمد و در روستاهای اطراف شهر سوق فیلمبرداری شده‌است. این فیلم در چهلمین دوره جشنواره فیلم فجر موفق به دریافت دیپلم افتخار جایزه ویژه هیئت داوران شد.

## خلاصه داستان
این فیلم روایتگر مأمور اداره برقی است که قرار است برق خانه‌ای تَک و دورافتاده را وصل کند.

## جوایز
- 2022 جایزه اصلی جشنواره فیلم بوسان کره جنوبی در بخش رقابتی جی‌سئوک
- 2022 برنده جایزه بالون نقره ای بهترین فیلم از جشنواره سه قاره (نانت فرانسه)